# Italiaans-Noord-Afrika
Italiaans-Noord-Afrika (Africa Settentrionale Italiana of ASI) was de verzameling van gebieden en kolonies in Noord-Afrika die onder controle stonden van Italië van 1911 tot de Tweede Wereldoorlog. In 1939 bedacht Benito Mussolini de naam Vierde Kust, in het Italiaans Quarta Sponda, om te verwijzen naar Italiaans-Noord-Afrika.

## Korte geschiedenis
Italiaans-Noord-Afrika bestond in tegenstelling tot Italiaans-Oost-Afrika (Africa Orientale Italiana of AOI) in twee fasen: van 1911 tot 1934, als Tripolitanië en Cyrenaica, en na 1934, als Libië. Van 1934 tot 1939 stond Italiaans-Noord-Afrika inderdaad bekend als Libië omdat de Noord-Afrikaanse gebieden samengevoegd werden in één kolonie, Italiaans-Libië.
In 1939 noemde de Italiaanse dictator Benito Mussolini de kust van Libië de "Vierde Kust" (Quarta Sponda) van Italië. De term Vierde Kust wordt gebruikt omwille van de geografie van Italië. Het is een lang en smal schiereiland dat vooruitsteekt in de Middellandse Zee met twee grote kusten, de Eerste Kust aan het oosten langs de Adriatische en Ionische Zee en de Tweede Kust aan het westen langs de Tyrreense Zee. Aan de andere kant van de Adriatische Zee lag de kust van de zuidelijke Balkan, met Dalmatië, Montenegro en Albanië en stond gepland om de Derde Kust van Italië te worden, zodat Libië aan de Middellandse Zee de vierde werd. Dus de Vierde Kust was het zuidelijk deel van Groot-Italië, een fascistisch project uit de vroege jaren 1940 ter uitbreiding van de Italiaanse landgrenzen tot rond de Italiaanse Mare Nostrum.
Van 1940 tot 1943, tijdens de Tweede Wereldoorlog, probeerde Italië Egypte en Tunesië te veroveren om zo Italiaans-Noord-Afrika te vergroten.
De militaire overwinningen van de asmogendheden (met Rommel) in Noord-Afrika stonden Italië inderdaad toe om aanspraak te maken op grote delen van West-Egypte: Italiaanse fascisten hadden het plan van 1941 tot 1942 om een vazalstaat Koninkrijk Egypte te stichten onder Italiaanse controle en van 1942 tot 1943 om aanspraak te maken op Tunesië.
Na de noodlottige Italiaanse invasie van Zuid-Frankrijk, eiste Mussolini Tunesië van Frankrijk op, samen met Djibouti, Corsica en Nice. Maar het duurde echter tot november 1942 toen Italiaanse troepen, met de hulp van de troepen van het Afrikakorps onder Duitse veldmaarschalk Erwin Rommel, Tunesië veroverden van de koloniale bestuurders van het Vichy-regime. Tunesië werd administratief gezien toegevoegd aan de Vierde Kust, in Mussolini's laatste poging om zijn fascistische project Groot-Italië te verwezenlijken.
Sommige Tunesische Italianen gingen in het Italiaans Fascistische Leger. Alle wettelijk vastgelegde gebieden van Italiaans-Noord-Afrika werden ontbonden in 1943, Tunesië bleef het de facto laatste door Italianen bestuurde gebied voordat Tunesië veroverd werd door Amerikaanse en Britse troepen. In mei 1943 heroverden de geallieerden heel Tunesië voor Frankrijk. De Franse koloniale autoriteiten sloten toen alle Italiaanse scholen en stopten alle Italiaanse kranten.

## Kolonies en gebieden binnen Italiaans-Noord-Afrika
Van 1912 tot 1927 was Italiaans-Noord-Afrika een entiteit op zich, en van 1934 tot 1942 werd Italiaans-Noord-Afrika verenigd in één kolonie, Italiaans-Libië.
Van 1942 tot 1943 werd Tunesië bestuurd als deel van de Vierde Kust van Italië.
1927 - 1934
- Italiaans Cyrenaica
- Italiaans Tripolitanië

1934 - 1941
- Italiaans-Libië

1941 - 1943
- Italiaans-Libië
- Het door Duitsers en Italianen bezette West-Egypte
- Het door Duitsers en Italianen bezette Tunesië (van 17 november 1942 tot 13 mei 1943)

## Heden
Toen de Italianen in 1943 door de Geallieerden verdreven werden uit het Noord-Afrikaanse vasteland bestaat Italiaans-Noord-Afrika sindsdien enkel nog uit Pantelleria en de Pelagische Eilanden (Lampedusa, Linosa en Lampione) in het zuiden van de Middellandse Zee, vlak voor de kust van Tunesië. De Pelagische Eilanden vormen tevens de Italiaanse gemeente Lampedusa e Linosa. De gebieden vallen bestuurlijk onder de Italiaanse autonome regio Sicilië. De talen die door de bevolking gesproken worden zijn Italiaans en Siciliaans.
De eilanden werden vanaf 1956 toen Tunesië onafhankelijk werd van Frankrijk tot de Italiaans-Tunesische akkoorden in 1971 geclaimd. Sinds de Italiaans-Tunesische akkoorden over de maritieme wateren erkende de Tunesische regering de betwiste eilanden als Italiaans grondgebied.
| Vlag | Naam eiland                   | Oppervlakte | Inwoners  | Hoogste punt | Opmerking                                                                                  |
| ---- | ----------------------------- | ----------- | --------- | ------------ | ------------------------------------------------------------------------------------------ |
|      | Lampedusa                     | 20 km²      | 6304      | 113 m        | Het eiland heeft een vliegveld.                                                            |
|      | Lampione (Djazirat al-Kitaab) | 0,12 km²    | Onbewoond | 36 m         | Het eiland is een beschermd natuurgebied.                                                  |
|      | Linosa (Namousha)             | 433 km²     | 500       | 195 m        | Het eiland heeft een helikopterlandingsplaats.                                             |
|      | Pantelleria (Qawsra)          | 83 km²      | 7759      | 836 m        | - Het eiland heeft een vliegveld. - Bij helder weer kan men het Tunesische vasteland zien. |

De eilanden hebben samen een oppervlakte van 536,12 km² en een inwoneraantal van 14.563. Ieder eiland is bereikbaar via lucht en zee. 